# لبنان في ألعاب البحر الأبيض المتوسط 2013
لبنان في العاب البحر الابيض المتوسط 2013 - بالإنجليزية Lebanon at the 2013 Mediterranean Games
شاركت لبنان في النسخة السابعة عشرة من ألعاب البحر الأبيض المتوسط والتي أقيمت بمدينة مرسين بتركيا، في الفترة من 20 يونيو إلي 30 يونيو 2013م. وقد تضمنت البعثة اللبنانية (78) عضوًا منهم (5) إداريين و (73) لاعب ولاعبة ، واسماء أعضاء البعثة اللبنانية كانت علي النحو التالي: سليم الحاج نقولا (رئيسا للوفد)، ايلي سعادة (نائبا لرئيس الوفد)، جهاد هاشم (إداريا)، حسان محيي الدين (إعلاميا)، جهاد حداد (معالجا فيزيائيا). جمباز: محمد شامي، هشام قهوجي، طالب ماجد. جودو: فرنسوا سعادة، فرنسوا شربل سعادة، رودي حشاش، الياس ناصيف، جورج مرعب، داميان زيادة، كارين شماس، ماري ايفون عاد. تايكواندو: رالف حرب، لوجينا ابي سمرا، اندريا باولي، الياس الحايك، هادي كرم، علي رعد، ميشال سماحة. تزلج مائي: وديع زيلع، طارق بو معشر، طارق فنيانوس، بولا سليمان. سباحة: محمد صقر، آدم علوش، كاتيا بشروش. ملاكمة: محمد خليلي، مصطفى الزينو، احمد المصري، عباس طحان، نجد سلوم، احمد النابوش، خضر عنتر. مبارزة: زياد شويري، سيمون بيسيني، محمود علي احمد، منى شعيتو، زين شعيتو، دومينيك طنوس، ريتا ابو جودة، اليساندرو ميشون. قوس ونشاب: فيليب تامر، توفيق شاهين، جاك الريس، جهاد طوقان. سباحة معوقين: فادي روحانا، مروان العميل، منى الفيرا فرنسيس. رماية: ايلي جليلاتي، ساسين روحانا، ميشال الحاج، الياس كعدي، جو سالم، محمد بصبوص، ايلي عقيقي، راي باسيل. دراجات: روبير باتابوتيان، قيصر سلوم، يوسف نادر، احمد مراد. كرة طاولة: ميشال رزق الله، محمد الهبش، يوسف شلهوب، آفو مومجوغليان، ليز الحاج نقولا، ميساء بصيبص، هلا وهبي. ريشة طائرة: حسين ياسين، جلال ابو علوان، طوني شويري. العاب قوى: صلاح فران، غريتا تسلاكيان، احمد حازر. وكانت المشاركة ناجحة حيث احرز لبنان ميداليتين برونزيتين في الجودو (دميان زيادة) والتايكواندو (اندريا باولي).

## الرياضات التي شاركت فيها لبنان

شاركت لبنان من خلال لاعبيها ولاعباتها في رياضات متعددة منها، الرماية، وكرة الريشة، والملاكمة ، وركوب الدراجات، والمبارزة، والسباحة والجودو، والجمباز، والتي يمكن عرض تفاصيلها في الآتي:

### السباحة
رجال
| الرياضي  | الحدث     | Heat    | Heat    | النهائيات | النهائيات |
| الرياضي  | الحدث     | الوقت   | الترتيب | الوقت     | الترتيب   |
| -------- | --------- | ------- | ------- | --------- | --------- |
| آدم علوش | 100 م صدر | 1:10.78 | 16      | لم يتقدم  | لم يتقدم  |

نساء
| الرياضي     | الحدث     | Heat    | Heat    | النهائيات | النهائيات |
| الرياضي     | الحدث     | الوقت   | الترتيب | الوقت     | الترتيب   |
| ----------- | --------- | ------- | ------- | --------- | --------- |
| كاتيا بشروش | 400 م حرة | 4:21.66 | 7 Q     | 4:22.38   | 6         |

### الرماية
رجال
| الرياضي    | الحدث | جولة الترتيب | جولة الترتيب | دور الــ 64                | دور الـــ 32   | دور الـــ16    | ربع النهاي     | نصف النهائي    | النهائي        | النهائي  |
| الرياضي    | الحدث | النتيجة      | البداية      | نتيجة المنافسة             | نتيجة المنافسة | نتيجة المنافسة | نتيجة المنافسة | نتيجة المنافسة | نتيجة المنافسة | الترتيب  |
| ---------- | ----- | ------------ | ------------ | -------------------------- | -------------- | -------------- | -------------- | -------------- | -------------- | -------- |
| جاك الريس  | فردي  | 560          | 34           | ماركو جونكيتش(صربيا) L 4-6 | لم يتقدم       | لم يتقدم       | لم يتقدم       | لم يتقدم       | لم يتقدم       | لم يتقدم |
| جهاد طوقان | فردي  | 457          | 40           | علي العريبي (ليبيا) L 0–6  | لم يتقدم       | لم يتقدم       | لم يتقدم       | لم يتقدم       | لم يتقدم       | لم يتقدم |

### كرة الريشة
| الرياضي                     | الحدث       | مرحلة المجموعات                                 | مرحلة المجموعات                          | مرحلة المجموعات | مرحلة المجموعات | ربع النهائي    | نصف النهائي    | التهائي        | التهائي |
| الرياضي                     | الحدث       | نتيجة المنافسة                                  | نتيجة المنافسة                           | نتيجة المنافسة  | الترتيب         | نتيجة المنافسة | نتيجة المنافسة | نتيجة المنافسة | الترتيب |
| --------------------------- | ----------- | ----------------------------------------------- | ---------------------------------------- | --------------- | --------------- | -------------- | -------------- | -------------- | ------- |
| جلال أبو علوان              | فردي - رجال | لو ينج بينج (فرنسا) · L 6–21, 3–21              | ارنستو فلاسكويز (إسبانيا) · L 3–21, 3–21 |                 |                 |                |                |                |         |
| طوني الشويري                | فردي - رجال | هولبلينج (كرواتيا) · L 6–21, 10–21              | بابلو أبيان (إسبانيا) · L 5–21, 3–21     |                 |                 |                |                |                |         |
| طوني الشويري جلال أبو علوان | زوجي-رجال   | دوركينياك / · هوليبينج (كرواتيا) · L 5-21, 5–21 |                                          |                 |                 |                |                |                |         |

### الملاكمة

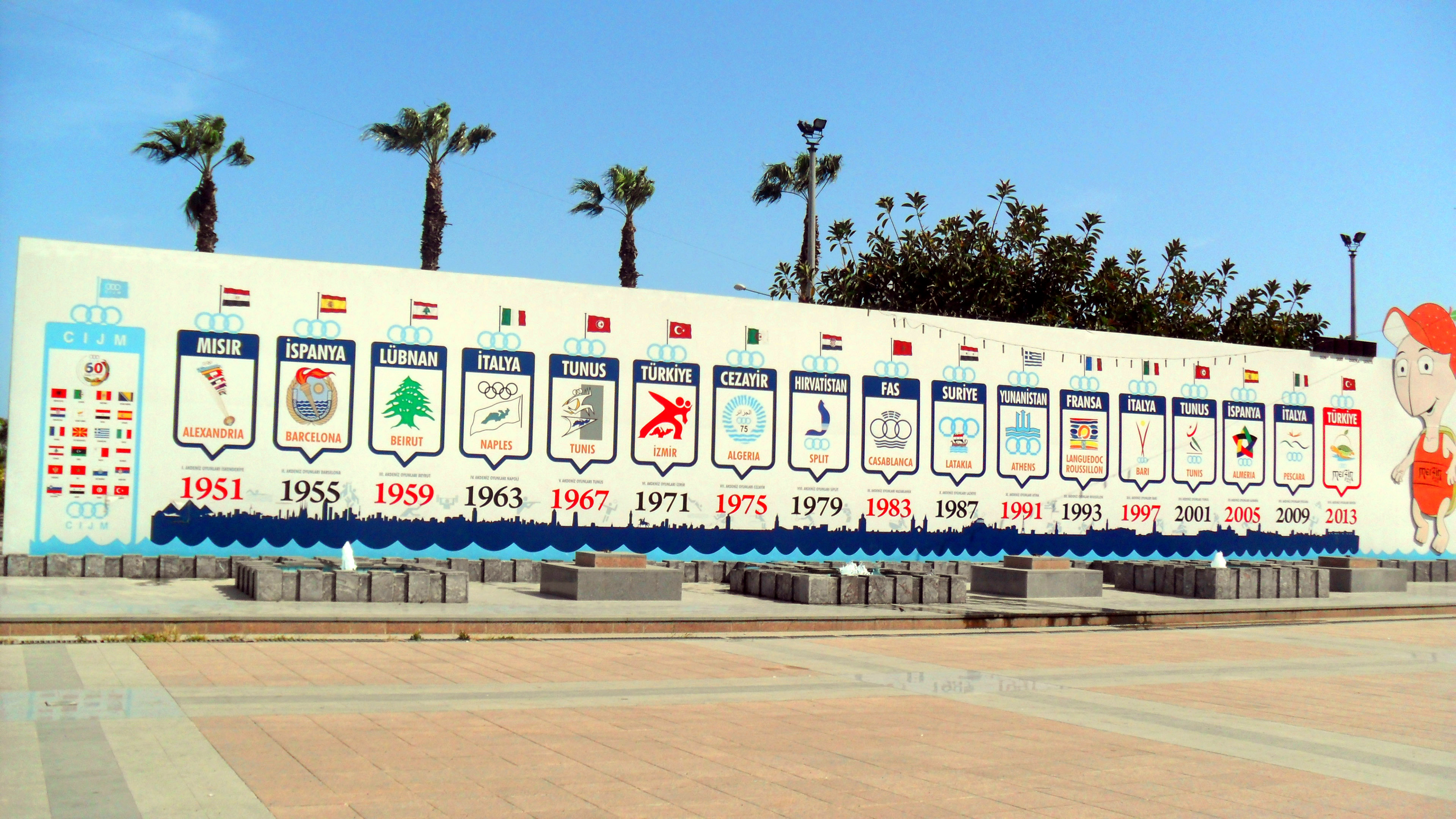

| الرياضي      | الحدث          | دور ال(16)            | ربع النهائي                       | نصف النهائي    | النهائي        | النهائي  |
| الرياضي      | الحدث          | نتيجة المواجهة        | نتيجة المواجهة                    | نتيجة المواجهة | نتيجة المواجهة | الترتيب  |
| ------------ | -------------- | --------------------- | --------------------------------- | -------------- | -------------- | -------- |
| نجد سلوم     | وزن خفيف       | BYE                   | محمد أمين وضاحي (الجزائر) · L 0–3 | لم يتقدم       | لم يتقدم       | لم يتقدم |
| خضر عنتر     | وزن خفيف متوسط | كيليس (تركيا) · L 0–3 | لم يتقدم                          | لم يتقدم       | لم يتقدم       | لم يتقدم |
| أحمد النابوش | وزن وسط        | —                     | يوبا سيسوكو (إسبانيا) · L 0–3     | لم يتقدم       | لم يتقدم       | لم يتقدم |
| نجد سلوم     | وزن متوسط      | BYE                   | فاتلوم زوتا (مقدونيا) · L 1–2     | لم يتفدم       | لم يتفدم       | لم يتفدم |

### ركوب الدراجات
| الرياضي   | الحدث              | الوقت    | الترتيب |
| --------- | ------------------ | -------- | ------- |
| أحمد مراد | سباق طريق للرجال   | DNF      | DNF     |
| أحمد مراد | منافسة الوقت- رجال | 39:12.96 | 19      |
| يوسف نادر | سباق طريق للرجال   | OTL      | OTL     |

### المبارزة
رجال
| الرياضي         | الحدث    | مرحلة المجموعات                  | مرحلة المجموعات                   | مرحلة المجموعات                 | مرحلة المجموعات               | مرحلة المجموعات | دور ال(16)                | ربع النهائي    | النهائي        | النهائي  |
| الرياضي         | الحدث    | نتيجة المواجهة                   | نتيجة المواجهة                    | نتيجة المواجهة                  | نتيجة المواجهة                | الترتيب         | نتيجة المواجهة            | نتيجة المواجهة | نتيجة المواجهة | الترتيب  |
| --------------- | -------- | -------------------------------- | --------------------------------- | ------------------------------- | ----------------------------- | --------------- | ------------------------- | -------------- | -------------- | -------- |
| اليساندرو ميشون | سيف فردي | الكسندر بيريرا (إسبانيا) · W 5–2 | جان ميشيل لوسيناي (فرنسا) · L 4–5 | إنريكو جاروزو (إيطاليا) · L 1–5 | لوكا نيكوليتش (صربيا) · W 4–1 | 3 Q             | أيمن فايز (مصر) · L 13–15 | لم يتقدم       | لم يتقدم       | لم يتقدم |

نساء
| الرياضي       | الحدث                        | مرحلة المجموعات            | مرحلة المجموعات         | مرحلة المجموعات          | مرحلة المجموعات               | مرحلة المجموعات       | مرحلة المجموعات | دور ال(16)                  | ربع النهائي                     | نصف النهائي    | النهائي        | النهائي  |
| الرياضي       | الحدث                        | نتيجة المواجهة             | نتيجة المواجهة          | نتيجة المواجهة           | نتيجة المواجهة                | نتيجة المواجهة        | الترتيب         | نيجة المواجهة               | نتيجة المواجهة                  | نتيجة المواجهة | نتيجة المواجهة | الترتيب  |
| ------------- | ---------------------------- | -------------------------- | ----------------------- | ------------------------ | ----------------------------- | --------------------- | --------------- | --------------------------- | ------------------------------- | -------------- | -------------- | -------- |
| ريتا ابو جودة | Individual épée [الإنجليزية] | Navarria (إيطاليا) · W 5–2 | Goram (فرنسا) · L 3–4   | Besbes (تونس) · L 1–5    | Paschalidou (اليونان) · L 2–3 | Gunac (تركيا) · L 1–5 | 6 Q             | Navarria (إيطاليا) · L 6–15 | لم يتقدم                        | لم يتقدم       | لم يتقدم       | لم يتقدم |
| دومينيك طنوس  | Individual épée [الإنجليزية] | Dogan (تركيا) · W 5–1      | Mansouri (تونس) · L 4–5 | Rodić (صربيا) · L 4–5    | Fiamingo (إيطاليا) · L 1–5    | —                     | 4 Q             | Gunac (تركيا) · W 15–12     | Mansouri (تونس) · L 9–15        | لم يتقدم       | لم يتقدم       | لم يتقدم |
| مني شعيتو     | Individual foil [الإنجليزية] | Boubakri (تونس) · W 5–4    | Erba (إيطاليا) · L 2–5  | Karamete (تركيا) · W 5–2 | —                             | —                     | 2 Q             | —                           | Di Francisca (إيطاليا) · L 7–15 | لم يتقدم       | لم يتقدم       | لم يتقدم |

### الجمباز
رجال
| الرياضي             | الحدث      | التصنيف   | التصنيف   | التصنيف   | التصنيف   | التصنيف   | التصنيف   | التصنيف | التصنيف | النهائي   | النهائي   | النهائي   | النهائي   | النهائي   | النهائي   | النهائي  | النهائي  |
| الرياضي             | الحدث      | Apparatus | Apparatus | Apparatus | Apparatus | Apparatus | Apparatus | المجموع | الترتيب | Apparatus | Apparatus | Apparatus | Apparatus | Apparatus | Apparatus | المجموع  | الترتيب  |
| الرياضي             | الحدث      | F         | PH        | R         | V         | PB        | HB        | المجموع | الترتيب | F         | PH        | R         | V         | PB        | HB        | المجموع  | الترتيب  |
| ------------------- | ---------- | --------- | --------- | --------- | --------- | --------- | --------- | ------- | ------- | --------- | --------- | --------- | --------- | --------- | --------- | -------- | -------- |
| هشام القهوجي        | All-around | 10.433    | —         | 10.300    | 10.933    | —         | —         | 31.666  | 38      | لم يتقدم  | لم يتقدم  | لم يتقدم  | لم يتقدم  | لم يتقدم  | لم يتقدم  | لم يتقدم | لم يتقدم |
| محمد إبراهيم الشامي | All-around | 11.066    | —         | 6.466     | 13.800    | —         | —         | 31.332  | 39      | لم يتقدم  | لم يتقدم  | لم يتقدم  | لم يتقدم  | لم يتقدم  | لم يتقدم  | لم يتقدم | لم يتقدم |

### الجودو
| الرياضي    | الحدث         | دور ال(16)                     | ربع النهائي                 | نصف النهائي    | Repechage                       | النهائي                                           | النهائي  |
| الرياضي    | الحدث         | نتيجة المواجهة                 | نتيجة المواجهة              | نتيجة المواجهة | نتيجة المواجهة                  | نتيجة المواجهة                                    | الترتيب  |
| ---------- | ------------- | ------------------------------ | --------------------------- | -------------- | ------------------------------- | ------------------------------------------------- | -------- |
| زياد دميان | 60كجم رجال    | —                              | Saker (الجزائر) · L 000-100 | BYE            | Cullhaj (ألبانيا) · W 100–000   | Elhadi Elkawisah [الإنجليزية] (ليبيا) · W 010–000 | الثالث   |
| جورج مرعب  | 90كجم رجال    | BYE                            | Kukolj (صربيا) · L 000-100  | BYE            | Gkaraklov (اليونان) · W 010–000 | Benamadi (الجزائر) · L 000–001                    | 5        |
| رودي حشاش  | +100 كجم رجال | Elshehaby (مصر) · L 000–101    | لم يتقدم                    | لم يتقدم       | لم يتقدم                        | لم يتقدم                                          | لم يتقدم |
| كارين شماس | 63كجم نساء    | Mišković (كرواتيا) · L 000–101 | لم يتقدم                    | لم يتقدم       | لم يتقدم                        | لم يتقدم                                          | لم يتقدم |
| ماري عاد   | 78كجم نساء    | —                              | Yilmaz (تركيا) · L 000–100  | BYE            | Ouallal (الجزائر) · L 000–100   | لم يتقدم                                          | لم يتقدم |

## روابط خارجية
- موقع العاب البحر الأبيض المتوسط مرسين 2013
- موقع اللجنة الأولمبية اللبنانية.